# Keltern
Keltern är en kommun i Enzkreis i regionen Nordschwarzwald i Regierungsbezirk Karlsruhe i förbundslandet Baden-Württemberg i Tyskland.  Keltern har cirka 9 000 invånare. Keltern består av fem Ortsteile: Dietlingen, Ellmendingen, Weiler, Niebelsbach och Dietenhausen. Alla utom Dietenhausen var kommuner som bildade Keltern 30 mars 1972.